# Nectandra discolor
Nectandra discolor är en lagerväxtart som först beskrevs av Carl Sigismund Kunth och fick sitt nu gällande namn av Christian Gottfried Daniel Nees von Esenbeck. 
Nectandra discolor ingår i släktet Nectandra och familjen lagerväxter. Inga underarter finns listade i Catalogue of Life.